# The Dynamics
The Dynamics ist eine aus dem französischen Lyon stammende Band. Die Elemente aus Soul, Funk und Reggae werden miteinander verknüpft, dadurch entstehen ungewöhnliche Coverversionen von Led Zeppelins Whole Lotta Love oder Seven Nation Army von der Band White Stripes.

## Diskografie

### Alben
- 2007: Version Excursions
- 2011: 180 000 Miles & Counting

### Singles
- Seven Nation Army